# Campeonato Europeo de Hockey sobre Hierba Femenino de 2011
El X Campeonato Europeo de Hockey sobre Hierba Femenino se celebró en Mönchengladbach (Alemania), entre el 20 y el 28 de agosto de 2011 bajo la organización de la Federación Europea de Hockey (EHF) y la Federación Alemana de Hockey.
Los partidos se realizaron en el estadio Warsteiner HockeyPark de la ciudad renana.

## Grupos
| Grupo A      | Grupo B    |
| ------------ | ---------- |
| Azerbaiyán   | Bélgica    |
| España       | Inglaterra |
| Italia       | Irlanda    |
| Países Bajos | Alemania   |

## Fase preliminar

### Grupo A
| Equipo       | J | G | E | P | GF | GC | DG  | PTS |
| ------------ | - | - | - | - | -- | -- | --- | --- |
| España       | 3 | 3 | 0 | 0 | 7  | 1  | +6  | 9   |
| Países Bajos | 3 | 2 | 0 | 1 | 13 | 2  | +11 | 6   |
| Azerbaiyán   | 3 | 1 | 0 | 2 | 6  | 13 | -7  | 3   |
| Italia       | 3 | 0 | 0 | 3 | 4  | 14 | -10 | 0   |

- Resultados

| Fecha | Hora¹ | Partido      | Partido | Partido      | Resultado |
| ----- | ----- | ------------ | ------- | ------------ | --------- |
| 20.08 | 10:00 | España       | -       | Italia       | 4-0       |
| 20.08 | 12:00 | Países Bajos | -       | Azerbaiyán   | 8-0       |
| 21.08 | 12:00 | Azerbaiyán   | -       | Italia       | 5-3       |
| 21.08 | 18:00 | España       | -       | Países Bajos | 1-0       |
| 23.08 | 17:00 | Azerbaiyán   | -       | España       | 1-2       |
| 23.08 | 19:00 | Países Bajos | -       | Italia       | 5-1       |

- (¹) –  Hora local de Alemania (UTC+2)

### Grupo B
| Equipo     | J | G | E | P | GF | GC | DG | PTS |
| ---------- | - | - | - | - | -- | -- | -- | --- |
| Inglaterra | 3 | 3 | 0 | 0 | 9  | 1  | +8 | 9   |
| Alemania   | 3 | 2 | 0 | 1 | 7  | 2  | +5 | 6   |
| Bélgica    | 3 | 1 | 0 | 2 | 3  | 8  | -5 | 3   |
| Irlanda    | 3 | 0 | 0 | 3 | 1  | 9  | -8 | 0   |

- Resultados

| Fecha | Hora¹ | Partido    | Partido | Partido    | Resultado |
| ----- | ----- | ---------- | ------- | ---------- | --------- |
| 20.08 | 15:50 | Alemania   | -       | Irlanda    | 3-0       |
| 20.08 | 18:00 | Inglaterra | -       | Bélgica    | 4-0       |
| 21.08 | 16:00 | Inglaterra | -       | Alemania   | 2-0       |
| 21.08 | 20:00 | Irlanda    | -       | Bélgica    | 0-3       |
| 23.08 | 13:00 | Irlanda    | -       | Inglaterra | 1-3       |
| 23.08 | 15:00 | Alemania   | -       | Bélgica    | 4-0       |

- (¹) –  Hora local de Alemania (UTC+2)

## Fase final

### Semifinales
| Fecha | Hora¹ | Partido      | Partido | Partido    | Resultado |
| ----- | ----- | ------------ | ------- | ---------- | --------- |
| 25.08 | 18:30 | Países Bajos | -       | Inglaterra | 2-0       |
| 25.08 | 21:00 | España       | -       | Alemania   | 1-2       |

- (¹) –  Hora local de Alemania (UTC+2)

### Tercer lugar
| Fecha | Hora¹ | Partido    | Partido | Partido | Resultado |
| ----- | ----- | ---------- | ------- | ------- | --------- |
| 27.08 | 13:00 | Inglaterra | -       | España  | 2-1       |

### Final
| Fecha | Hora¹ | Partido      | Partido | Partido  | Resultado |
| ----- | ----- | ------------ | ------- | -------- | --------- |
| 27.08 | 15:30 | Países Bajos | -       | Alemania | 3-0       |

- (¹) –  Hora local de Alemania (UTC+2)

## Medallero
|              |          |            |
| Países Bajos | Alemania | Inglaterra |

## Estadísticas

### Clasificación general
| 1. Países Bajos |
| 2. Alemania     |
| 3. Inglaterra   |
| 4. España       |
| 5. Bélgica      |
| 6. Irlanda      |
| 7. Azerbaiyán   |
| 8. Italia       |